# アシラール

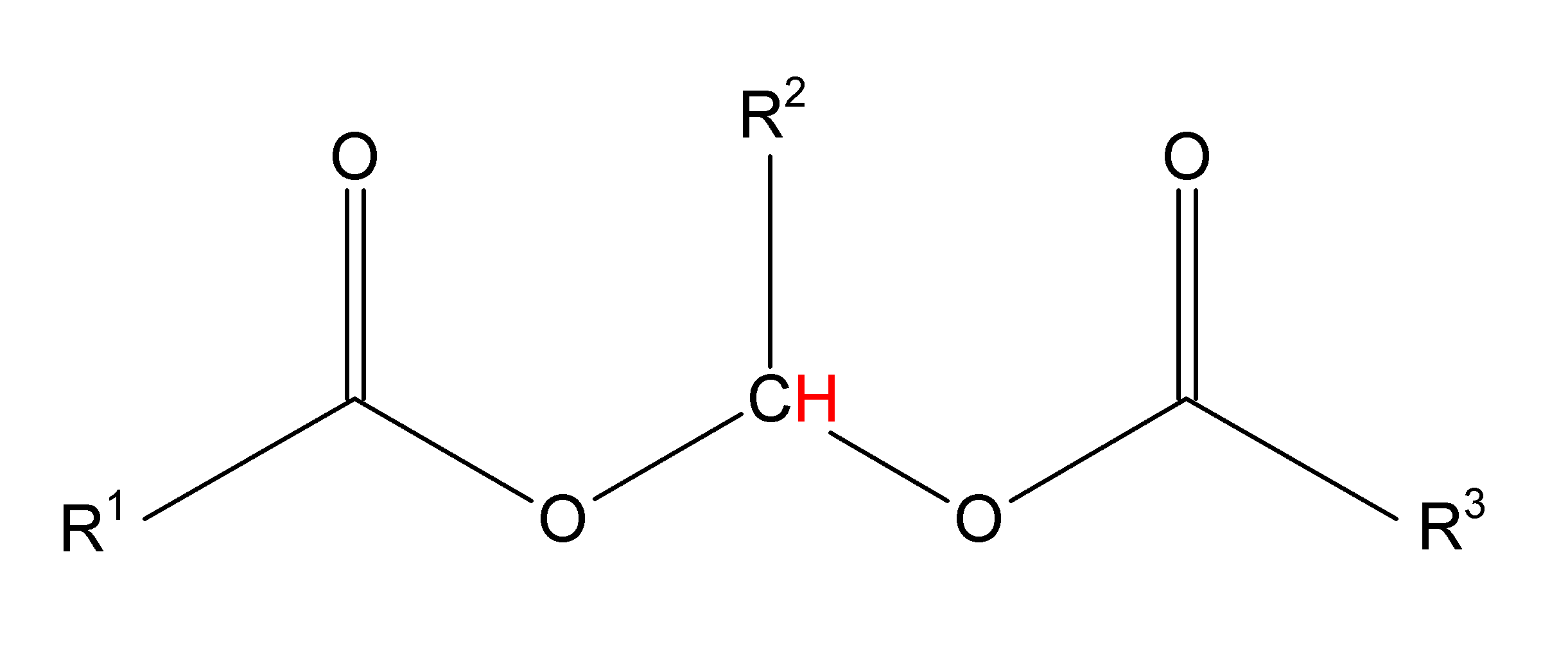
アシラールの例

アシラール (acylal) とは有機化学用語で、gem-ジオール（1,1-ジオール）と2分子のオキソ酸が縮合したジエステル構造を持つ化合物群の呼称。右上図の構造式は gem-ジオールとカルボン酸が縮合したアシラールを表している。

## 合成
通常、酸触媒の下にアルデヒドとカルボン酸無水物を作用させてアシラールを得る。